# 赤香螺
赤香螺（学名：Hemifusus ternatanus），是新腹足目香螺科Hemifusus属的一种。主要分布于新加坡、马来西亚、印度尼西亚、中国大陆、台湾，常栖息在温带及热带海域10－50米深的浅海沙泥底。